# Saunasaari (ö i Kymmenedalen, lat 60,45, long 27,37)
Saunasaari är en ö i Finland. Den ligger i Finska viken och i kommunen Fredrikshamn i landskapet Kymmenedalen, i den södra delen av landet. Ön ligger omkring 24 kilometer öster om Kotka och omkring 140 kilometer öster om Helsingfors.
Öns area är 14,2 hektar och dess största längd är 0,6 kilometer i sydöst-nordvästlig riktning.